# スウィフトセンサーズ
スウィフトセンサーズ(英名: Swift Sensors, Inc.)は、産業IoT向けのクラウド無線センサーシステムを提供する企業。システムにはオンプレミスブリッジとの通信を行う小型無線センサーが搭載され、ブリッジがクラウドデータセンターとの通信を行う。ユーザーはダッシュボード上でデータを監視し、アラートを受信することもできる。

## 歴史
スウィフトセンサーズ社は2015年5月に取締役会長であるディーン・ドレイコ (バラクーダネットワークス社の設立者、元CEO)、社長兼CEOのSam Cece、そしてCTOのKelly Jonesによって設立された。スウィフトセンサーズは、同社が提供するシステムによってセンサーのケーブル接続とオンプレミスのソフトウェアデータ収集システムが不要になると述べている。
同社とその最初の製品であるSwift Sensors Cloud Wireless Sensor Systemは2016年12月に初公表され、当時は温度、湿度、振動、動作、行動、位置、電圧、電流を感知するセンサーに合わせた複数の無線センサーモジュール型を備えていた。このクラウドセンサーシステムは、機器およびプロセスの監視、予知保全の実施、法令遵守に使用された。初期の顧客には、クラフト・ハインツ、Sysco Foods、サブウェイ、マクドナルドが含まれている。
2017年10月、スウィフトセンサーズはイーグルアイネットワークス社との提携を発表し、多業種に向けてクラウドベースのセンサーおよびビデオ監視を提供するようになった。両社の製品を組み合わせて展開することにより、ユーザーはセンサーからのデータを基にして動画を確認することができるようになっている。
2018年3月、スウィフトセンサーズは、ビッグデータ分析を利用してパターンと相関関係を識別するためにデータストリームを複数のユーザー定義表示できるよう、ダッシュボードをユーザーがカスタマイズできる機能を発表した。また、既存の英語および日本語サポートに加え、デンマーク語、ドイツ語、スペイン語、フランス語、イタリア語、ポルトガル語のサポートも強化した。2018年7月には、運営効率、運用、適合性をリアルタイム表示することによって生産性の向上を可能とする製造業分析ダッシュボードを発表した。
2018年、同社はアンモニアと一酸化炭素を計測するセンサーを追加したほか、クラウド無線センサーシステムをAPI経由で他のアプリケーションと連携させられるようになったことを発表した。また、日本における販売パートナーにイグアス社が加わった。

## 製品
スウィフトセンサーズのCloud Wireless Sensor Systemは、クラウドベースの無線センサーシステムが現場に設置されたブリッジと通信し、ブリッジからは暗号化されたデータがスウィフトセンサーズのクラウドデータセンサーに送られる。マッチ箱ほどの大きさのセンサーからは関連データがBluetooth Low EnergyもしくはRFでSwift Sensors Bridgeに送信される。小型アプライアンスであるSwift Sensors Bridgeは、Wi-Fi、イーサネット、または携帯通信を使用してセンサーとSwift Sensors Cloudをつないでいる。
このシステムは、センサーノード―ブリッジ間とブリッジ―クラウド間を双方向通信でつないでいる。センサーとブリッジはそれぞれバッテリー電源を使用し、センサーはブリッジとの通信喪失に備えて最大72時間分のデータを保存できるようになっている。システムでは、256ビット暗号化とタイムスタンプ、クローズドネットワークを使用し、クローズドネットワークからは、二重ファイアウォールを備えた単一のアクセスポイントがレガシーシステムに接続しており、ユーザーはここからデータを抽出できるようになっている。
顧客は、データ表示とセンサーシステムの監視をリアルタイムで実行して監視と解析に役立てることができる。例えば、温度の上限や下限を設定しておき、設定値の超過が発生すると電子メールや携帯メッセージ、あるいは電話でいつでも通知を受けられるという使い方が可能である。

## 関連分野
- 無線センサーネットワーク